# ミシェル・ラロック
ミシェル・ラロック（本名Michèle Doïna Catherine Laroque、1960年6月15日 - ）は、フランス・ニース出身の女優、コメディアン、プロデューサー、脚本家である。

## 人物

### 生い立ち
1960年6月15日、フランス・アルプ＝マリティーム県ニースのサンタ・マリア病院で生まれた。母は共産党政権下のルーマニアから亡命したダンサー兼ヴァイオリニストのドイナ・トランドアビュール、父はフランス人不動産開発業者のクロード・ラロックである。父方のいとこにフランスの社会保障制度創設に関わったピエール・ラロックがいる。

### 事故と転機
1979年、19歳のときにテニストーナメント会場付近で自動車事故に巻き込まれ、大腿骨を含む多数の骨折で即時危篤となり、約4年間をかけて11回の手術と長期入院を経て回復した。事故後、コメディアンへの道を志し始めた。

## 出演作品

### 主な映画
- 1990：『髪結いの亭主』
- 1991：『パリの天使たち』Une époque formidable…
- 1992：『女と男の危機』La Crise ＊セザール賞助演女優賞候補
- 1992：「Louis, enfant roi」　＊フランス映画祭上映題『ルイ、少年王』
- 1992：『危険な友情／マックス＆ジェレミー』Max & Jérémie
- 1993：『タンゴ』
- 1993：『だれも私を愛さない!』Personne ne m'aime
- 1993：「Chacun pour toi」　＊VHSスルー題『世界美容師コンテスト』
- 1995：『とまどい』Nelly et Monsieur Arnaud
- 1995：『ペダル・ドゥース』Pédale douce　＊セザール賞助演女優賞候補
- 1996：『見憶えのある他人』Passage à l'acte
- 1996：「Le Plus Beau Métier du monde」　＊フランス映画祭上映題「最高のお仕事！」
- 1997：『ぼくのバラ色の人生』（アンナ）
- 1998：『シリアル・ラヴァー』Serial Lover
- 1999：「Doggy Bag」(脚色・製作も)
- 2001：『メルシィ!人生』（マドモワゼル・ベルトラン）
- 2004：「Malabar Princess」　＊DVDスルー題『アルプスの少年 ぼくの願い事』
- 2006：「En marge des jours」　＊TV5MONDE放映題「日々の余白に」
- 2008：「Enfin Veuve」　＊TV5MONDE放映題「やっと未亡人！」
- 2009：『100歳の少年と12通の手紙』（ローズ）
- 2016：「Camping 3」
- 2022：『テノール! 人生はハーモニー』 Ténor